# A Romance of Happy Valley
A Romance of Happy Valley é um filme mudo norte-americano de 1919 em longa-metragem, do gênero drama e romance, estrelado por Lillian Gish.